# Râul Ponor, Arieș
Râul Ponor este un curs de apă, afluent al râului Arieș. Se formează la confluența a două brațe: Valea Rece și Valea Bucurului